# Pneumodermopsis macrocotyla
Pneumodermopsis macrocotyla is een slakkensoort uit de familie van de Pneumodermatidae. De wetenschappelijke naam van de soort is voor het eerst geldig gepubliceerd in 1964 door Zhang.